# Romediuskirche (Thaur)

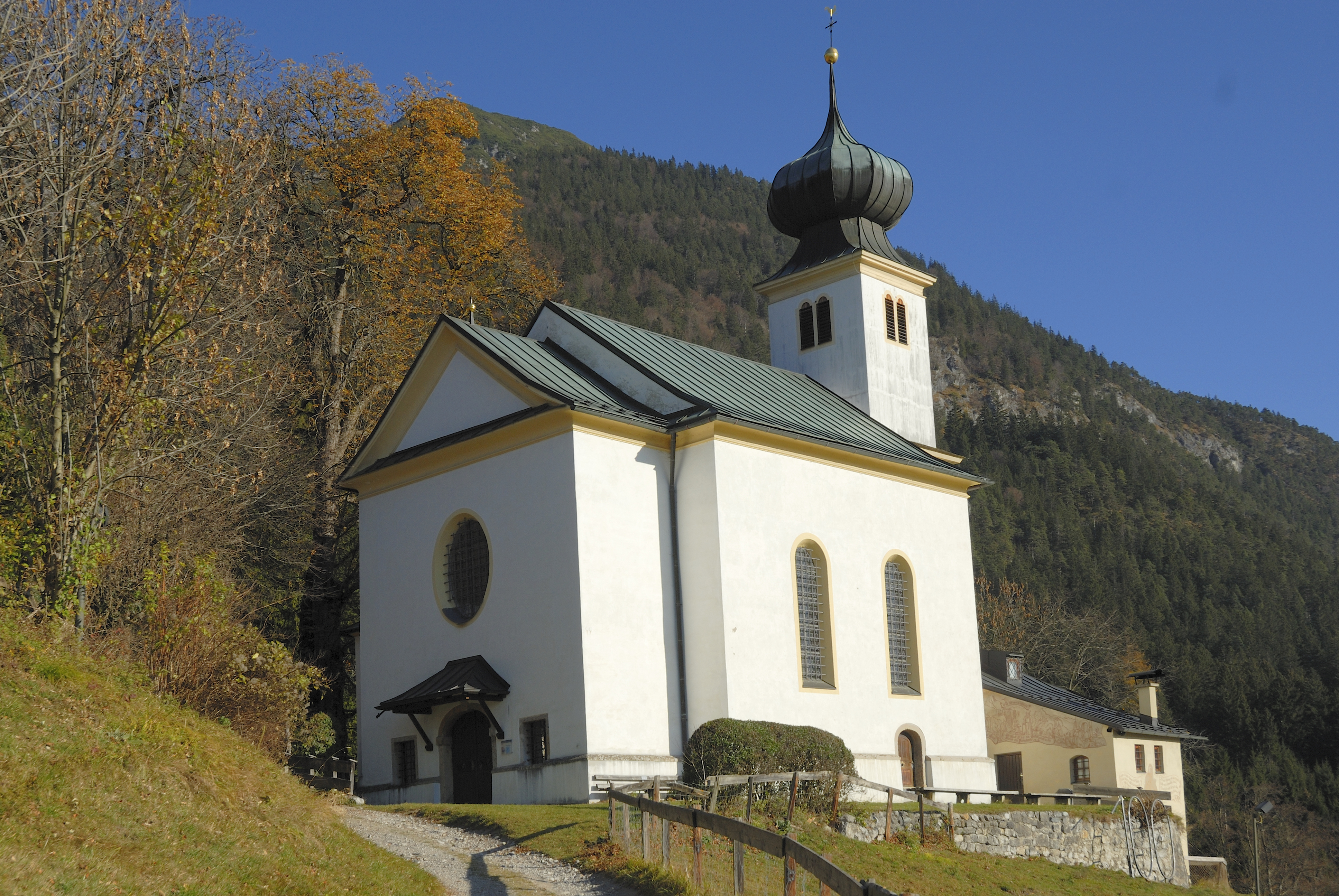
Romediuskirche in Thaur

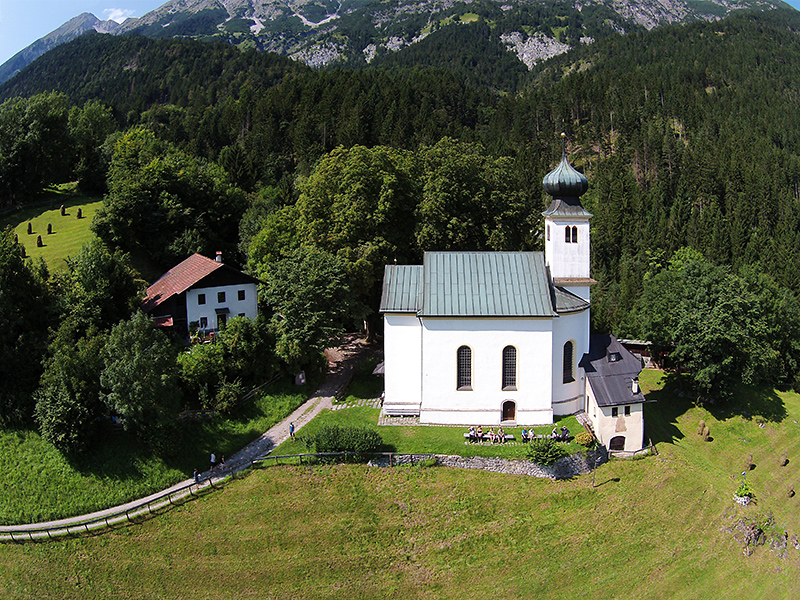
Luftaufnahme der Romediuskirche Thaur

Die Romediuskirche steht unweit der Burgruine Thaur in der Gemeinde Thaur im Bezirk Innsbruck-Land im Bundesland Tirol. Die dem Patrozinium der Heiligen Peter und Paul unterstellte Wallfahrtskirche gehört zum Dekanat Hall in der Diözese Innsbruck. Die Kirche steht unter Denkmalschutz (Listeneintrag).
Die Romediuskirche bildet den Ausgangspunkt vom Romedius-Pilgerweg.

## Geschichte
Eventuell war sie die ursprüngliche Pfarrkirche der Urpfarre Thaur, die alle Orte zwischen Mils und Mühlau betreute. 1277 wird jedenfalls eine Wohnung des Pfarrers in der Burg Thaur erwähnt. Sie ist auf dem Grund einer romanischen Doppelkapelle, offenbar der alten Burgkapelle, erbaut worden. Von dieser sind noch die südliche Seitenmauer am Rande des Plateaus und die Unterkirche erhalten.
Anfang des 17. Jahrhunderts war die Kirche so baufällig, dass der Besuch des Gottesdienstes für die Gläubigen gefährlich wurde. Erzherzog Leopold V. wurde erfolgreich um finanzielle Unterstützung gebeten. Der Pfarrer Georg Meringer und der Haller Arzt Hippolyt Guarinoni führten dann die Renovierung durch. Die Unterkirche wurde freigelegt und ein Altar zu Ehren des Hl. Romedius errichtet. Dieser Heilige soll in Thaur geboren worden sein, eine Romediusverehrung ließ sich aber vor dem neuen Kirchenbau nicht nachweisen. Zudem stimmt die Legende vom heiligen Romedius mit den historischen Gegebenheiten nicht überein. Pfarrer Meringer ließ auch eine Einsiedelei errichten; er selbst ist in der Krypta der Kirche 1652 begraben worden.
Ende des 18. Jahrhunderts wurde ein Kirchenneubau errichtet und das Eremitenhaus westlich der Kirche erbaut. Der Kreuzweg mit seinen romantischen Stationen stammt aus den Jahren 1872–1875, er wurde von dem Maler Franz Xaver Pernlochner unter Mithilfe der Thauerer errichtet. Der letzte Einsiedler, Frater Felix Zimmerling (1812–1869), baute für sich die Einsiedelei über der alten Krypta auf.